# بيتر سنكلير
بيتر سنكلير (بالإنجليزية: Peter Sinclair)‏ هو لاعب كرة قدم أسترالية أسترالي، ولد في 19 مايو 1947.

## وصلات خارجية
- بيتر سنكلير على موقع AustralianFootball.com (الإنجليزية)
- بيتر سنكلير على موقع AFLtables.com (الإنجليزية)